# Дёмский район
Дёмский райо́н (баш. Дим районы; разг. Дёма) — один из семи городских районов города Уфы, расположенный в южной части города. Находится на левом берегу рек Белой и Дёмы.
На территории района расположена железнодорожная станция Дёма, одна из крупнейших в России.

## География
На севере район граничит с Кировским и Ленинским районами городского округа, на юге, востоке и западе его граница проходит вдоль территории Уфимского района. Площадь  56,37 км².
По территории района протекает река Дёма, старица реки Белая; имеется несколько озёр: Карьер, Кустарёвское, Линёвое.

## История

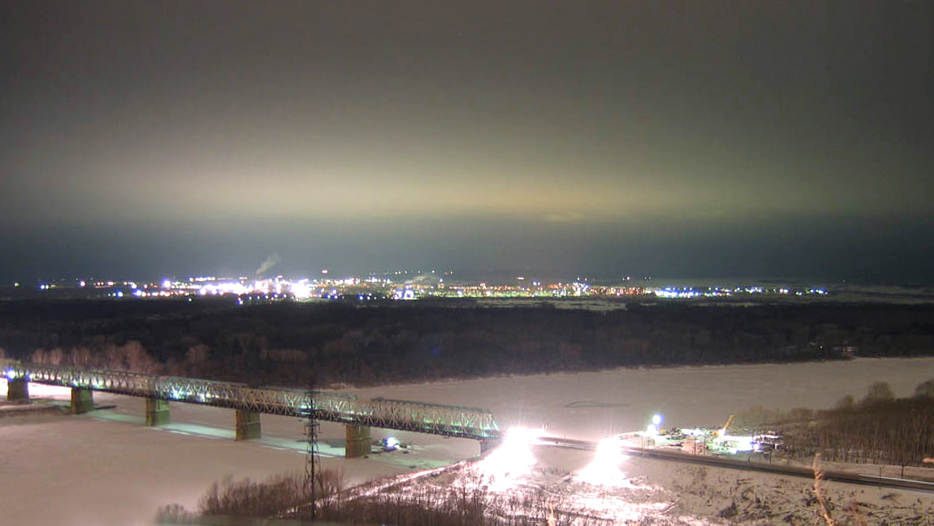
Панорама Дёмского района

Указом Президиума Верховного Совета РСФСР от 6 марта 1944 года рабочий посёлок Дёма Уфимского сельского района присоединен к Уфе и преобразован в одноимённый городской район. 16 апреля 1944 года создан Дёмский райком ВЛКСМ.
В 1950-е годы в районе развернулось интенсивное жилищное строительство, в 1960-е годы здесь появляются крупные промышленные и строительные предприятия.
С 2000 года началось строительство водопровода «Дёма — Затон».

## Население
| 2002    | 2003    | 2004    | 2005    | 2006    | 2007    | 2008    |
| ------- | ------- | ------- | ------- | ------- | ------- | ------- |
| 53 002  | ↘52 906 | ↘52 749 | ↗52 913 | ↗53 108 | ↗53 254 | ↗53 484 |
| 2009    | 2010    | 2013    | 2014    | 2015    | 2016    | 2017    |
| ↗54 112 | ↗64 294 | ↗68 028 | ↗70 365 | ↗71 588 | ↗73 019 | ↗74 701 |
| 2020    | 2021    |         |         |         |         |         |
| ↗80 714 | ↗83 203 |         |         |         |         |         |

По переписи 2002 года население района составляло 53 089 человек, из них: трудоспособного населения 34,8 тыс. чел., трудоспособного занятого населения 25,1 тыс. чел. (с учётом лиц, занимающихся индивидуальной трудовой деятельностью), учащихся школ 5 519 чел., пенсионеров 12 313 чел.
С 2002 по 2010 год население Дёмы увеличилось на 11 217 человек, или на 21,1 %, что является наибольшим приростом населения из всех районов Уфы. Вероятнее всего, столь большой рост числа жителей связан с началом массового жилищного строительства микрорайонов Дёма-8,9 («Серебряный ручей»).

## Экономика
Крупнейшие предприятия района:
- предприятия Дёмского железнодорожного узла Куйбышевской железной дороги (станция Дёма, локомотивное и вагонное депо, ОПМС-61),
- НГДУ «Уфанефть»,
- СУ-820,
- филиал «Иммунопрепарат» ФГУП «Научно-производственное объединение по медицинским иммунобиологическим препаратам «Микроген» (бывший НИИ им. Мечникова),
- ООО «Дортрансстрой»,
- Уфимское управление буровых работ.

Характерной чертой района является его автономность от системы коммунального хозяйства Уфы, он имеет свои котельные, очистные сооружения, два водозабора. Ввод в эксплуатацию водовода Дёма — Затон позволил начать в районе массовое жилищное строительство. Через Дёмский район проходит развитая сеть автомобильных дорог с выходом на федеральные автодороги М-5 «Урал», М-7 «Волга», Р-240.
Район располагает значительным производственным, научно-техническим, трудовым потенциалом. Основной отраслью экономики являются железнодорожный транспорт.

## Социальная сфера
Медицина представлена узловой железнодорожной больницей с поликлиникой и роддомом, МУ «Поликлиника № 47», подразделением станции скорой медицинской помощи, тремя стоматологическими клиниками, МУ «Реабилитационный центр для детей и подростков с ограниченными возможностями здоровья», муниципальным ортопедическим учреждением «Надежда», а также сетью аптек и аптечных пунктов.
В районе 9 общеобразовательных школ, 12 детских дошкольных учреждений, 4 учреждения дополнительного образования (в том числе дворец детского творчества «Орион», детский эколого-биологический центр, специализированная детско-юношеская спортивная школа олимпийского резерва № 7 , ДЮСШ «Батыр»), специальная (коррекционная) общеобразовательная школа-интернат. Функционируют музыкальная и художественная школы, профессиональное училище, техникум железнодорожного транспорта.

## Спорт
В ДЮСШ № 29 работает секция куреш и борьбы на поясах. Выпускница 104-й школы Регина Ураловна Шарафутдинова входит в основной состав сборной России в борьбе на поясах, весовая категория до 48 кг.